# Ian Rankin
Ian Rankin OBE (Cardenden, Fife, 28 d'abril del 1960) és un escriptor escocès de novel·la policíaca i un dels autors amb més èxit del Regne Unit.
Li ha estat concedida l'Orde de l'Imperi Britànic, (juny del 2002).

## Biografia
La biografia oficial de Rankin afirma que, abans de ser escriptor a temps complet, va treballar a la verema, de granger, recaptador d'impostos, periodista, secretari i músic punk.; també va ser breument tutor de literatura a la Universitat d'Edimburg.
Després de graduar-se en aquesta universitat marxà a Londres, on va viure quatre anys i més tard a la França rural uns altres sis anys, on va començar la seva carrera com novel·lista.
En l'actualitat viu a Edimburg, està casat i té dos fills: Jack i Kit.

## Obra
Ian Rankin ha publicat fins ara (gener 2013) els següents llibres:

### Sèrie de l'Inspector Rebus
1. Knots and Crosses (1987)
2. Hide and Seek (1991)
3. Tooth and Nail (1992)
4. Strip Jack (1992)
5. The Black Book (1993)
6. Mortal Causes (1994)
7. Let it Bleed  (1996)
8. Black and Blue (1997)
9. The Hanging Garden (1998)
10. Dead Souls (1999)
11. Set in Darkness (2000)
12. The Falls (2001)
13. Resurrection Men (2002)
14. A Question of Blood (2003)
15. Fleshmarket Close (2004)
16. The Naming of the Dead (2006)
17. Exit Music (2007)
18. Standing in Another Man's Grave(2012)
19. Saints of the Shadow Bible (2013)
20. Even Dogs in the Wild (2015)
21. Rather Be the Devil (2016)
22. In A House of Lies (2018)

### Sèrie de Jack Harvey
- Witch Hunt (1993)
- Bleeding Hearts (1994)
- Blood Hunt (1995)

### Altres obres
- The Flood (1986, reeditada en 2005)
- Death is Not the End (1998) (posteriorment expandida i publicada com Dead Souls)
- A Good Hanging and Other Stories (1992) (relats)
- Beggars Banquet (2002) (relats)
- Watchman (1988, reeditada en 2004)
- Rebus's Scotland: A Personal Journey (2005)
- Doors Open - novel·la per capítols publicada en el New York Times (2008)
- One Book, One City
- A Cool Head (2009)
- The Complaints (2009)
- Dark Entries (2009)
- The Impossible Dead (2011)

### Altres àmbits: televisió, música
- Ian Rankin és un col·laborador habitual del programa cultural de la BBC Two, Newsnight Review.

- Ha col·laborat amb el músic folk Jackie Leven en el disc Jackie Leven Said.